# ʻUiha (Insel)
ʻUiha (auch: Ouia, Uia, ʻUiha Island) ist eine Insel im Zentrum von Haʻapai im Pazifik, die politisch zum Königreich Tonga gehört. Die Insel hat 490 Bewohner (Stand 2021).

## Geographie
Das Motu liegt zusammen mit Tatafa südlich des Kanals Ava Auhangamea, an einer Stelle, an der das Riff sich nach Westen zieht, wo sich die Inselchen Luangahu, Hakauʻata und Lofanga neben weiteren Felsen und Riffinseln erheben. Diese gehören zum Verwaltungsbezirk ʻUiha. Nach Norden schließt sich ein abgeteilter Riffsaum mit den Inseln Uoleva und Lifuka an und im Süden gehören die Inselchen Uanukuhihifu, Uanukuhahaki und Tofanga zur selben Riffkrone.
Im Süden der Insel befindet sich der Ort Felemea.

## Klima
Das Klima ist tropisch heiß, wird jedoch von ständig wehenden Winden gemäßigt. Ebenso wie die anderen Inseln der Haʻapai-Gruppe wird ʻUiha gelegentlich von Zyklonen heimgesucht.